# Bintang

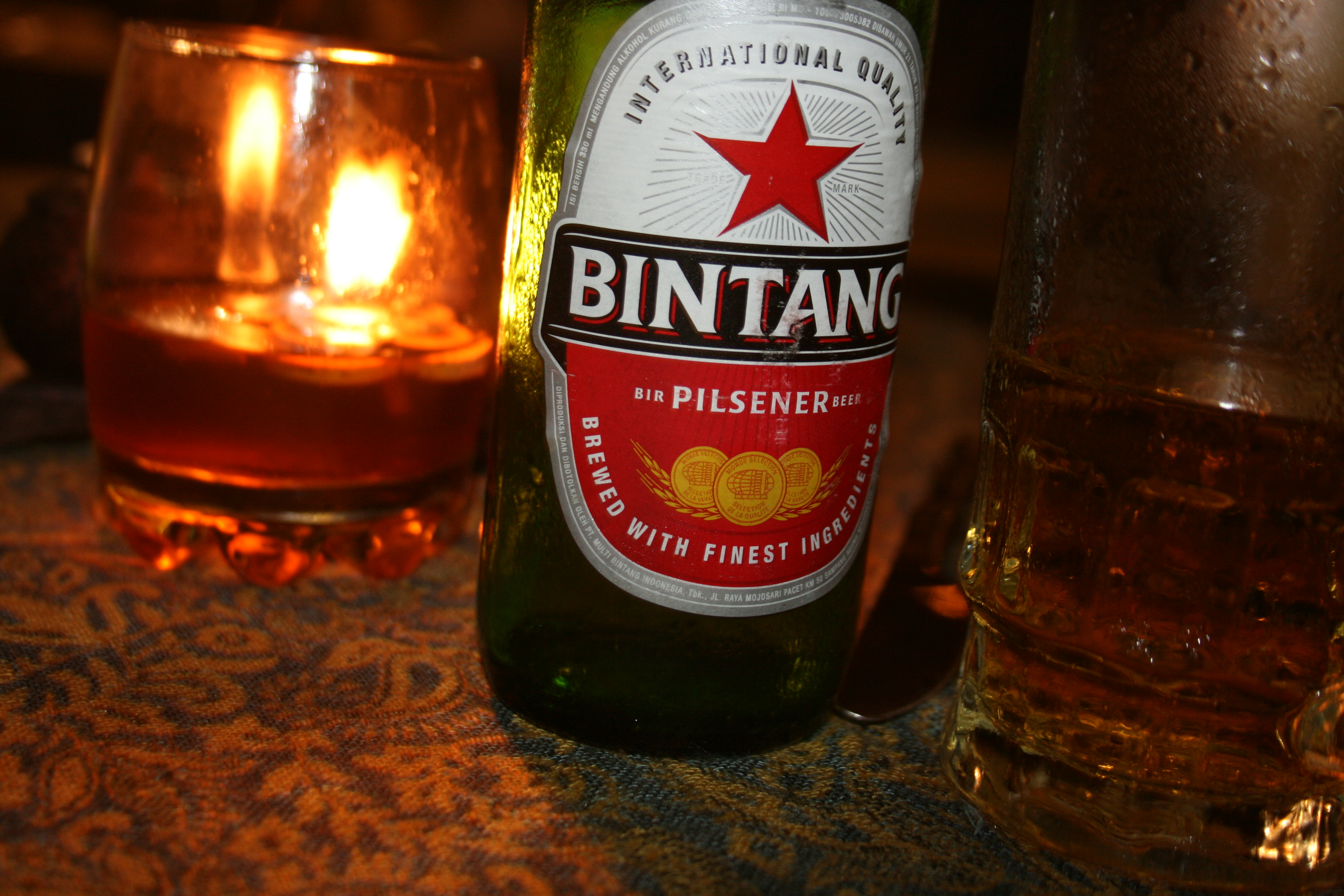
Una birra Bintang

La birra Bintang, termine che in indonesiano significa (birra) della Stella, è una marca di birra prodotta in Indonesia dalla Multi Bintang Indonesia, filiale indonesiana della Heineken.
La Bintang è una Pilsner di gradazione 4.7; esiste anche una radler, la Green Sands (Sabbie Verdi), aromatizzata al lime e di gradazione inferiore all'1%.
La Bintang ha iniziato ad essere prodotta sin dal 1929 durante la colonizzazione olandese in Indonesia, quando ne venne fondata la prima ed unica fabbrica, sita a Surabaya. Nel 1949, in seguito all'indipendenza, questa cambiò il nome in Heineken's Indonesian Brewery Company. Nel 1957 il governo indonesiano acquistò la ditta e ne mantenne la proprietà per i successivi 10 anni. Nel 1967 Heineken ritornò proprietaria della fabbrica, mutandone il nome in Multi Bintang Indonesia.